# دانغلو مارشال
دانغلو مارشال (بالهولندية: D'Angelo Marshall)‏ هو ملاكم تايلندي هولندي، ولد في 20 سبتمبر 1990 في أمستردام في هولندا.